# (21514) Gamalski
(21514) Gamalski (1998 KS48) – planetoida z pasa głównego asteroid okrążająca Słońce w ciągu 4,29 lat w średniej odległości 2,64 j.a. Odkryta 22 maja 1998 roku.